# Ischnurges gratiosalis
Ischnurges gratiosalis is een vlinder van de familie van de grasmotten (Crambidae), uit de onderfamilie van de Spilomelinae. De wetenschappelijke naam van deze soort is voor het eerst voorgesteld als Samea gratiosalis door Francis Walker in een publicatie uit 1859.
De soort komt voor op de Maldiven, in India, Sri Lanka, China, Taiwan en Indonesië (Borneo).